# Katalauxania variipennis
Katalauxania variipennis är en tvåvingeart som beskrevs av Friedrich Georg Hendel 1925. Katalauxania variipennis ingår i släktet Katalauxania och familjen lövflugor.
Artens utbredningsområde är Tanzania. Inga underarter finns listade i Catalogue of Life.